# نيكين سيكي
نيكين سيكي (باليابانية: 株式会社日建設計) و(بالإنجليزية: Nikken Sekkei)‏ شركة يابانية متخصصة في مجال الهندسة المعمارية ومقرها في حي تشيودا في طوكيو.
يعود تأسيس الشركة إلى سنة 1900 م، انجزت الشركة خلال عمرها ما يزيد عن 25 ألف مشروع في أكثر من 50 بلداً، ومن أهم المشاريع التي قامت بها ولا تزال مشروع برج طوكيو سكاي تري وتجديد ملعب كامب نو أكبر ملعب في أوروبا.
انجزت الشركة عدة مشاريع في كل من السعودية ومصر والإمارات من اهمها: غرفة دبي للتجارة والصناعه وبرج العالم في دبي وبرج الرياض ودار الأوبرا المصرية.